# Тулагино
Тулагино (якут. Тулагы) — село на территории городского округа «Город Якутск», Республики Саха (Якутия) России. Административный центр Тулагино-Кильдямского наслега. Население 2205 чел. (2021) .

## География
Тулагино находится в Центральной Якутии, в долине Туймаада, в 26 км к северу от г. Якутска, на левом берегу р. Лены, на её протоке Тулагинская.
Уличная сеть
По данным на 2009 год уличная сеть состояла из 15 географических объектов, общей протяжённостью в 11 530 метров. Вид дорожного полотна, в основном — грунт.
| N  | Название улицы  | протяжённость в метрах | Вид дорожного полотна |
| -- | --------------- | ---------------------- | --------------------- |
| 1  | Николаева       | 4 200                  | Асфальтобетон         |
| 2  | Первомайская    | 700                    | Асфальтобетон         |
| 3  | Новая           | 500                    | Грунт                 |
| 4  | Юбилейная       | 200                    | Грунт                 |
| 5  | Кочнева         | 280                    | Грунт                 |
| 6  | Строительная    | 300                    | Грунт                 |
| 7  | Первый переулок | 300                    | Грунт                 |
| 8  | Порядина        | 350                    | Грунт                 |
| 9  | Октябрьская     | 500                    | Грунт                 |
| 10 | Механизаторов   | 1 000                  | Грунт                 |
| 11 | Улуннахская     | 900                    | Грунт                 |
| 12 | Совхозная       | 300                    | Грунт                 |
| 13 | Молодежная      | 1 000                  | Грунт                 |
| 14 | Трактовая       | 600                    | Грунт                 |
| 15 | Трофимовой      | 400                    | Грунт                 |
|    | Итого:          | 11 530                 |                       |

Климат
Климат, как и по всему городскому округу — резко континентальный с длинной и суровой зимой (средняя температура января — около −40 °C) и коротким, но жарким летом (средняя температура июля — 19 °C). Характерны небольшое количество осадков в течение всего года (при этом большее количество осадков приходится на тёплое время года) и сухой воздух, особенно летом.

## История
В 1977 г. Указом Президиума ВС РСФСР село Лыгый переименовано в Тулагино.

## Население
| 2002 | 2010  | 2015  | 2021  |
| ---- | ----- | ----- | ----- |
| 1231 | ↗1596 | ↗1660 | ↗2205 |

## Инфраструктура
Экономика
В селе — центральная усадьба коллективного сельскохозяйственного предприятия «Якутский». Развито: животноводство (мясо-молочное скотоводство, мясное табунное коневодство), овощеводство, картофелеводство.
Образование, культура, здравоохранение и др.
Дом культуры, средняя общеобразовательная школа, учреждения здравоохранения и торговли, «ЖКХ с. Тулагино».

## Транспорт
Проходит автодорога регионального значения Якутск — Намцы (а/д «Нам», 98 ОП РЗ 98К-005).
Добраться можно на автобусе № 104, 105.